# 線紋多指鮋
線紋多指鮋（学名：Choridactylus lineatus）為輻鰭魚綱鮋形目鮋亞目毒鮋科的其中一種，為熱帶海水魚，分布於印度洋阿曼南方 Salalah外海海域，棲息深度41-42公尺，棲息在底層水域，生活習性不明，具有毒性。
其种加词“Lineatus”意为“线形的”。